# Szymon Datner

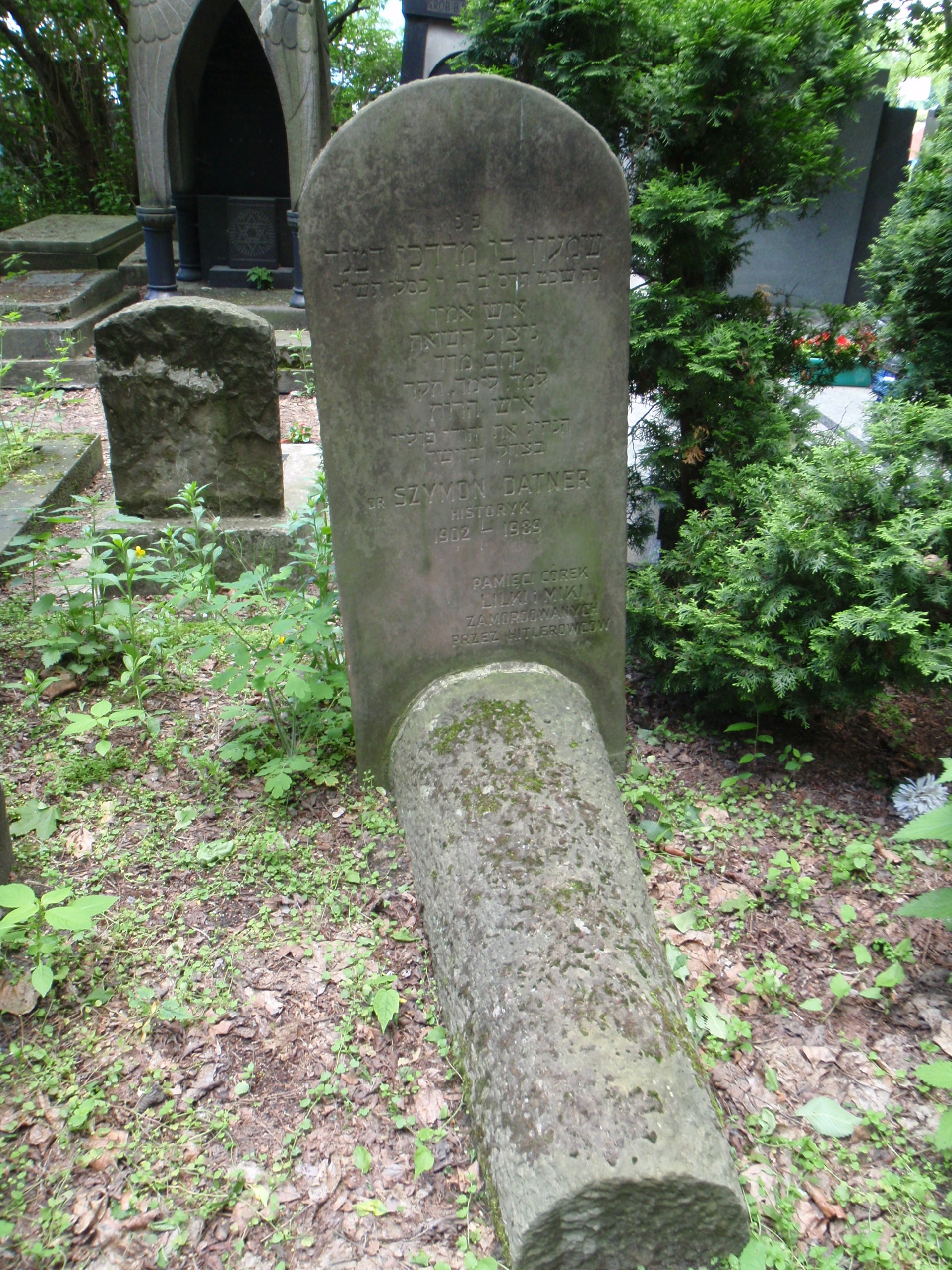
Grób Szymona Datnera na cmentarzu żydowskim przy ulicy Okopowej Warszawie

Szymon Datner (ur. 2 lutego 1902 w Krakowie, zm. 8 grudnia 1989 w Warszawie) – polski historyk żydowskiego pochodzenia.

## Życiorys
Przed II wojną światową pracował jako nauczyciel w Gimnazjum Hebrajskim w Białymstoku. Był członkiem i wiceprzewodniczącym Towarzystwa Esperanckiego im. Ludwika Zamenhofa w tym mieście. 
Przeżył wojnę ukrywając się w lasach we wschodniej Polsce. Pod pseudonimem „Tolo”, przyłączył się do lokalnej partyzantki żydowskiej, oddziału „Forojs”, który od 1944 był częścią partyzantki sowieckiej, brygady im. W. Czapajewa pod dowództwem płk M. K. Wojciechowskiego. 24 maja 1943 pomagał w wywiezieniu kilku osób z białostockiego getta. Pomiędzy 1944 i 1946 stał na czele biura Centralnego Komitetu Żydów Polskich w Białymstoku, reprezentującego wobec władz państwowych Żydów ocalałych z Holocaustu oraz organizującego dla nich opiekę i pomoc.
Pracował w Żydowskim Instytucie Historycznym w Warszawie i był ekspertem Głównej Komisji Badania Zbrodni Hitlerowskich w Polsce. Zajmował się głównie badaniem Holocaustu. Zmuszony do rezygnacji z zajmowanych funkcji po wydarzeniach marca 1968, wkrótce potem został zrehabilitowany. Kilkakrotnie spotykał się z Janem Pawłem II podczas jego pielgrzymek do Polski.
Zmarł w 1989 w Warszawie. Został pochowany na cmentarzu żydowskim przy ulicy Okopowej w Warszawie (kwatera 10, rząd 5).

## Życie prywatne
Jego córka, Helena Datner, jest także historykiem i socjologiem, dwie córki Miriam i Szoszana (Lilka) zginęły podczas Holocaustu. Był żonaty z Edwardą Orłowską.

## Badania
W 1966 roku, jako historyk zajmujący się po wojnie zagadnieniem Holocaustu w pracy dotyczącej tego tematu, odpowiedzialność za masowe zbrodnie na żydowskiej ludności Białostocczyzny (mające miejsce po ataku III Rzeszy na ZSRR w czerwcu 1941) przypisał specjalnym grupom operacyjnym niemieckiej policji i opisał prowokacje, których się dopuszczały. Zdaniem Datnera oddziały niemieckie, choć w większości dokonywały eksterminacji samodzielnie, dokonując zbrodni na Żydach niejednokrotnie odegrały rolę inspiratorów, pozyskując do współpracy miejscowych zdrajców, elementy kryminalne lub formacje policyjne.
Badał także sprawę mordu w Jedwabnem. W 1946 roku, opierając się wyłącznie na zeznaniach 2 żydowskich świadków, doszedł do wniosku, że winnymi tej zbrodni byli polscy chrześcijanie, którym biernie towarzyszyli Niemcy. W 1966 roku zmienił jednak zdanie i uznał, że naziści podżegali, a następnie zmuszali lub nakłaniali do współpracy Polaków, a gdy to zawiodło, hitlerowcy sami dokonali mordu. Publikując w 1966 w „Biuletynie Żydowskiego Instytutu Historycznego” swój artykuł Datner nie miał jednak dostępu do akt śledztwa, a następnie procesu, toczącego się przeciwko 22 osobom oskarżonym o mord w Jedwabnem i zakończonego w 1949 jednym wyrokiem śmierci (zamienionym później na karę więzienia).

## Upamiętnienie
- W Białymstoku na osiedlu Bagnówka od 27 lutego 2023 r. istnieje ulica Szymona Datnera[14].

## Publikacje
- Walka i Zagłada białostockiego getta (Łódź, 1946)
- Zbrodnie Wehrmachtu na jeńcach wojennych w II wojnie światowej (Warszawa, 1961)
- Zbrodnie okupanta w czasie powstania warszawskiego w 1944 roku (w dokumentach) (Warszawa, 1962)
- Wilhelm Koppe – nieukarany zbrodniarz hitlerowski (Warszawa-Poznań, 1963)
- Ucieczki z niewoli niemieckiej 1939-1945 (Warszawa, 1966)
- Eksterminacja ludności żydowskiej w Okręgu Białostockim (Biuletyn ŻiH, 1966)
- Niemiecki okupacyjny aparat bezpieczeństwa w okręgu białostockim (1941–1944) w świetle materiałów niemieckich (opracowania Waldemara Macholla) (Biuletyn GKBZH, 1965)
- 55 dni Wehrmachtu w Polsce (Warszawa, 1967)
- Las sprawiedliwych. Karta z dziejów ratownictwa Żydów w okupowanej Polsce (Warszawa, 1968)
- Tragedia w Doessel – (ucieczki z niewoli niemieckiej 1939-1945 ciąg dalszy) (Warszawa, 1970)
- Z mądrości Talmudu (Warszawa, 1988)